# Chala (plaats)
Chala is een census town in het district Kannur van de Indiase staat Kerala. 

## Demografie
Volgens de Indiase volkstelling van 2001 wonen er 15530 mensen in Chala, waarvan 47% mannelijk en 53% vrouwelijk is. De plaats heeft een alfabetiseringsgraad van 83%. 